# Emanuel Adriaenssen
Emanuel Adriaenssen (auch Em(m)anuel Adriaensen und latinisiert Emanuel Hadrianus; * um 1554 in Antwerpen, Spanische Niederlande, Königreich Spanien; † Februar 1604 ebenda) war ein flämischer Lautenist, Musikpädagoge und Komponist.

## Leben
Emanuel Adriaenssen wurde in der Mitte des 16. Jahrhunderts in Antwerpen geboren. Ab 1574 studierte er in Rom und entwickelte dort einen eigenen Stil des Lautenspiels. Zurück in Antwerpen gründete er zusammen mit seinem Bruder eine Schule, um junge Lautenisten auszubilden. Er veröffentlichte drei große pädagogische Sammlungen mit Lautenmusik. Am 27. Februar 1604 wurde er in Antwerpen beerdigt.

## Werke (Auswahl)
Sammlungen
- Pratum musicum, verlegt bei Pierre Phalèse dem Jüngeren in Antwerpen 1584. Das Werk enthält Originalkompositionen und Bearbeitungen für Laute in französischer Tabulatur und Lautenensembles mit und ohne Gesang. Darunter befinden sich vor allem Tänze wie die Galliarde[2] und Fantasien, aber auch Madrigale, Chansons und Motetten niederländischer, französischer und italienischer Komponisten wie Girolamo Conversi, Noé Faignient, Alfonso Ferrabosco der Ältere, Giovanni Ferretti, Orlando di Lasso, Alessandro Striggio, Hubert Waelrant und Giaches de Wert. OCLC 67785528
- Novum pratum musicum, verlegt bei Pierre Phalèse dem Jüngeren und Jean Bellère in Antwerpen 1592 OCLC 921787683
- Pratum musicum, verlegt bei Pierre Phalèse dem Jüngeren in Antwerpen, 1600 OCLC 800218741 Darin enthalten zum Beispiel Canson Englesa und Allemande de court.[3]

## Einspielungen (Auswahl)
- Emanuel Adriaenssen: Love Songs and Dances from „Pratum Musicum“ Marie-Claude Vallin (Sopran), Claudio Cavina (Alt), Max von Egmond (Bariton), Sabine Dreier (Flöte), Lutz Kirchhof (Laute), Petra Manz (Viola da Gamba). Veröffentlicht bei Label Sony Classical 1995
- Fantasia, Courante, Branle simple de Poictou und Branle englese. Eingespielt von Konrad Ragossnig zwischen dem 11. und 13. Februar 1975 im Plenarsaal der Münchner Residenz und veröffentlicht auf der CD Musik für Laute V beim Label Archiv Produktion 1975
- Canson englesa, Altra canson englesa und Saltarello englesa. Eingespielt von dem Lautenisten Anthony Bailes und veröffentlicht auf der CD Lute music of the Netherlands beim Label Carpe Diem Records 2012